# Codage disjonctif complet
 (novembre 2017).
Si vous disposez d'ouvrages ou d'articles de référence ou si vous connaissez des sites web de qualité traitant du thème abordé ici, merci de compléter l'article en donnant les références utiles à sa vérifiabilité et en les liant à la section « Notes et références ».
Le codage disjonctif complet est utilisé en analyse de données.
Il permet de transformer des variables qualitatives en des variables de type quantitatif entre lesquelles il est permis de calculer des corrélations.
Exemple :
|         | Température (°) | Vanadium (grammes) | Fournisseur n° | Rigidité |
| ------- | --------------- | ------------------ | -------------- | -------- |
| Essai 1 | 103             | 21                 | 1              | 19       |
| Essai 2 | 115             | 28                 | 2              | 25       |
| Essai 3 | 99              | 28                 | 3              | 21       |
| Essai 4 | 102             | 23                 | 1              | 22       |
| Essai 4 | 97              | 25                 | 3              | 24       |
La colonne Fournisseur ne peut être laissée telle quelle. Les nombres qu’elle contient ne sont pas des mesures dans une unité donnée, mais des numéros arbitraires. Nous n’avons pas le droit de calculer le coefficient de corrélation entre la colonne fournisseur et une autre colonne. Il nous faut d’abord ventiler cette variable « qualitative » en trois variables indicatrices de type présence-absence, comme ci-dessous (codage « disjonctif complet »):
|         | Température (°) | Vanadium (grammes) | F1 | F2 | F3 | Rigidité |
| ------- | --------------- | ------------------ | -- | -- | -- | -------- |
| Essai 1 | 103             | 21                 | 1  | 0  | 0  | 19       |
| Essai 2 | 115             | 28                 | 0  | 1  | 0  | 25       |
| Essai 3 | 99              | 28                 | 0  | 0  | 1  | 21       |
| Essai 4 | 102             | 23                 | 1  | 0  | 0  | 22       |
| Essai 4 | 97              | 25                 | 0  | 0  | 1  | 24       |
Maintenant il est permis de calculer les corrélations deux à deux entre les colonnes du tableau.